# Ben Weber
William Jennings Bryan "Ben" Weber (St. Louis (Missouri), 23 de juliol, 1916 - Nova York, 16 de juny, 1979), va ser un compositor nord-americà.
Weber Va ser "un dels primers nord-americans a adoptar les tècniques de 12 tons de Schoenberg, a partir de 1938"; va ser en gran part autodidacte. Va treballar inicialment com a copista i només va arribar a ser reconegut a la dècada de 1950.
Weber va utilitzar la tècnica de dotze tons, però, en lloc d'evitar la tonalitat, va treballar amb ella i va aconseguir un estil romàntic virtuós: "Weber no va poder sufocar la seva inclinació pel lirisme expansiu i els gestos atrevits", va escriure el crític musical Anthony Tommasini, i va afegir: "Un té la sensació que la seva adaptació de la tècnica de 12 tons va ser la seva manera d'assegurar-se que la seva música mantingués la seva avantguarda i no caigués en el romanticisme. Aquí hi ha un esperit més aviat de Brahms que intentava emergir." Va compondre música de cambra per a diverses combinacions d'instruments, música orquestral, incloent-hi concerts per a violí i piano, música per a piano i cançons.
Weber també va escriure unes memòries inèdites, How I Took 63 Years to Commit Suicide (tal com es va dir a Matthew Paris).

## Premis
Weber va rebre una beca Guggenheim el 1950. Va rebre un Thorne Music Award el 1965. que es va donar a compositors d'"anys madurs i èxits reconeguts".